# Philippinen-Waldmäuse
Die Philippinen-Waldmäuse (Apomys) sind eine Nagetiergattung aus der Gruppe der Altweltmäuse (Murinae). Die Gattung umfasst 22 Arten.

## Merkmale
Es sind kleine, mäuseähnliche Tiere. Sie erreichen eine Kopfrumpflänge von 8 bis 14 Zentimetern, eine Schwanzlänge von 8 bis 18 Zentimetern und ein Gewicht von 20 bis 50 Gramm. Das weiche, dichte Fell ist an der Oberseite bräunlich und an der Unterseite hellgrau oder weißlich gefärbt. Der Schwanz ist spärlich behaart, die Schnauze ist langgestreckt.

## Lebensraum und Lebensweise
Diese Tiere leben auf den Philippinen, ihr Lebensraum sind gebirgige Wälder in 300 bis 2800 Metern Seehöhe. Sie sind nachtaktiv und leben meist am Boden, ihre Nahrung besteht sowohl aus pflanzlichem Material als auch aus Kleintieren.

## Arten
Es sind 22 Arten bekannt:
- Die Cordillera-Waldmaus (Apomys abrae) lebt im nördlichen Luzon.
- Die Aurora-Philippinenwaldmaus (Apomys aurorae) kommt auf Luzon vor.
- Apomys banahao kommt auf Luzon vor.
- Apomys brownorum kommt auf Luzon vor.
- Apomys camiguinensis wurde erst 2006 beschrieben und ist auf Camiguin endemisch.
- Apomys crinitus ist auf Mindanao endemisch.[1]
- Die Nördliche Luzon-Waldmaus (Apomys datae) bewohnt den Norden Luzons.
- Die Große Mindoro-Waldmaus (Apomys gracilirostris) lebt auf der Insel Mindoro.
- Die Apo-Waldmaus (Apomys hylocoetes) kommt auf Mindanao vor.
- Die Mindanao-Bergwaldmaus (Apomys insignis) bewohnt ebenfalls Mindanao.
- Apomys iridensis kommt auf Luzon vor.
- Die Mindanao-Tiefland-Waldmaus (Apomys littoralis) lebt auch auf Mindanao.
- Apomys lubangensis kommt nur auf Lubang vor.
- Apomys magnus kommt auf Luzon vor.
- Die Kleine Luzon-Waldmaus (Apomys microdon), eine kleine Art, ist auf Luzon beheimatet.
- Apomys minganensis kommt auf Luzon vor.
- Apomys minor ist auf Mindanao endemisch.[1]
- Die Kleine Philippinen-Waldmaus (Apomys musculus) kommt auf mehreren Inseln der nördlichen Philippinen vor.
- Die Langnasen-Luzon-Waldmaus (Apomys sacobianus) lebt auf Luzon.
- Apomys sierrae kommt in der Sierra Madre im östlichen Luzon vor.
- Apomys veluzi ist auf Mindanao endemisch.[1]
- Apomys zambalensis kommt auf Luzon vor.

## Systematik
Systematisch gilt die Gattung Apomys als Teil der Chrotomys-Gruppe, einer nur auf den Philippinen lebenden Radiation der Altweltmäuse. Die Arten auf der Insel Mindoro bilden eine endemische Klade, die zur Untergattung Megapomys gehört.

## Status
Die IUCN listet A. camiguinensis als „gefährdet“ (vulnerable) und A. insignis als „gering gefährdet“ (near threatened).  Für A. abrae, A, gracilirostris, A. littoralis und A. sacobianus sind zu wenig Daten verfügbar, die übrigen vier Arten sind nicht gefährdet.